# مكتب الأمم المتحدة لشؤون الفضاء الخارجي
مكتب الأمم المتحدة لشؤون الفضاء الخارجي (بالإنجليزية: United Nations Office for Outer Space Affairs - UNOOSA) هي منظمة تابعة للأمانة العامة للأمم المتحدة مُكلفة بتنفيذ أبحاث متعلقة بالفضاء الخارجي. مقره موجود في مكتب الأمم المتحدة في فيينا. يعمل المكتب على تعزيز وتسهيل التعاون الدولي السلمي في الفضاء الخارجي وعلى إنشاء أو تعزيز الأطر القانونية والتنظيمية للأنشطة الفضائية ويساعد البلدان النامية في مجال استخدام تكنولوجيا الفضاء لأغراض التنمية الاقتصادية. يعمل المكتب على إنشاء أو تعزيز الأطر القانونية والتنظيمية للأنشطة الفضائية.
تأسس المكتب عام 1958م لمساعدة وتقديم المشورة للجنة المُخصصة المعنية باستخدام الفضاء الخارجي في الأغراض السلمية (COPUOS)، التي أنشأتها الجمعية العامة للأمم المتحدة لمناقشة الجوانب العلمية والقانونية لاستكشاف الفضاء الخارجي واستخدامه لصالح البشرية. أصبحت اللجنة دائمة في العام التالي، وخضع مكتب الأمم المتحدة لشؤون الفضاء الخارجي لعدة تغييرات هيكلية قبل نقله عام 1993م إلى مكتب الأمم المتحدة في فيينا في النمسا.
وبصفته أمانة لجنة استخدام الفضاء الخارجي في الأغراض السلمية، فإن المكتب مسؤول عن المساعدة في تنفيذ المعاهدات الدولية الرئيسية والمبادئ القانونية وقرارات الجمعية العامة التي تشكل معًا قانون الفضاء. وتشمل المهام الأخرى تقديم المشورة للحكومات والمنظمات غير الحكومية بشأن قانون الفضاء؛ الحفاظ على سجل للسفن والأجسام التي تم إطلاقها إلى الفضاء؛ وعقد المنتديات لمناقشة مختلف المسائل المتعلقة بالفضاء؛ ورعاية البرامج التي توفر الوصول إلى تكنولوجيا الفضاء.

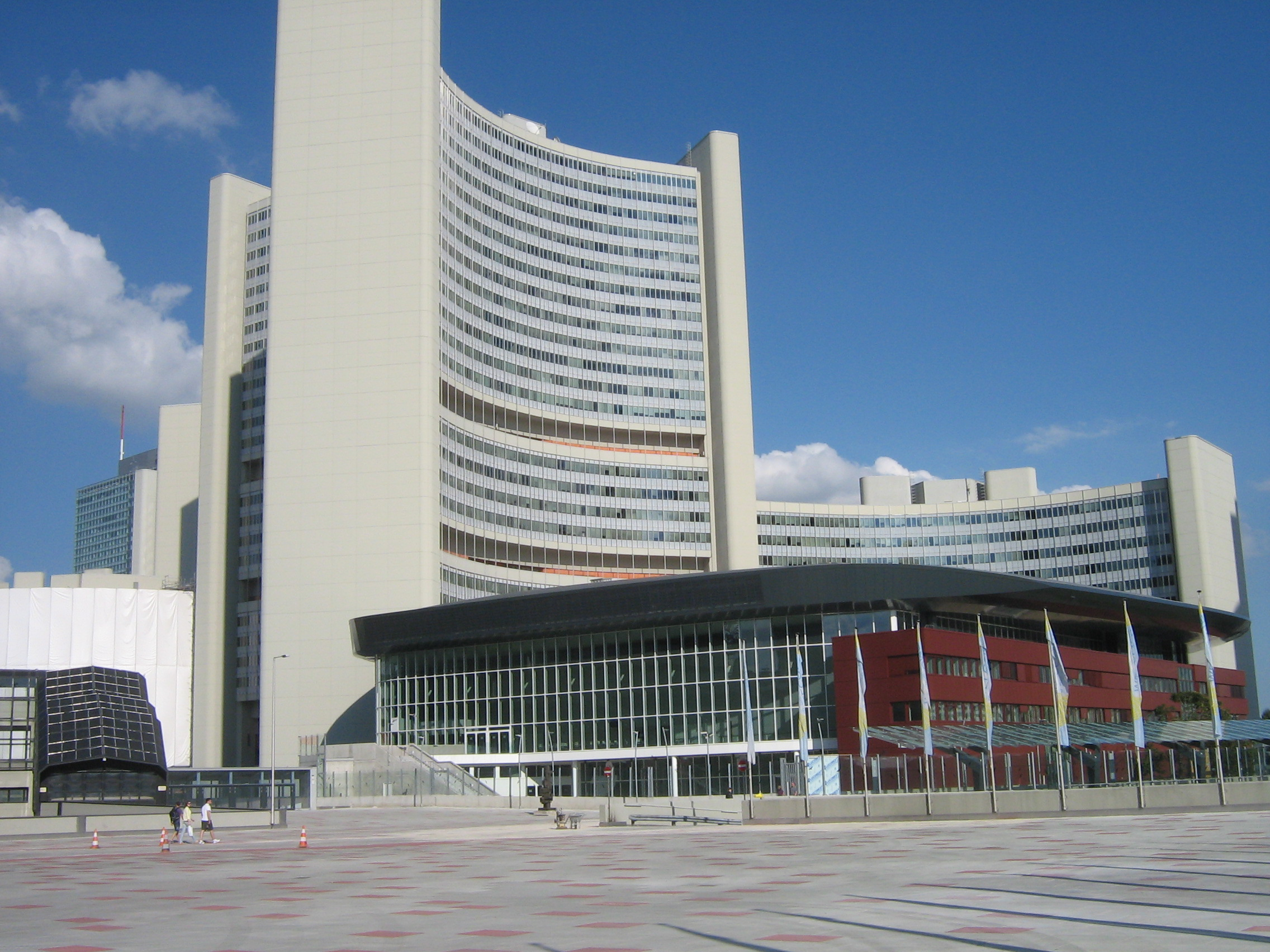
المقر الرئيسي لمكتب الأمم المتحدة لشؤون الفضاء الخارجي في مكتب الأمم المتحدة في فيينا.